# Roland Lepage
Pour les articles homonymes, voir Lepage.
Roland Lepage, né le 31 octobre 1928 à Québec, est un acteur et scénariste québécois.

## Biographie
En 1949, à l'âge de vingt ans, il obtient une licence en lettres classiques de l'Université Laval.  Roland Lepage fait ses premières armes en théâtre à Québec, avec Pierre Boucher et Paul Hébert.
Après avoir étudié et travaillé en théâtre en France, il poursuit au Québec pendant plusieurs années une carrière d'acteur à la scène, à la radio et à la télévision, surtout dans des émissions pour la jeunesse; il joue notamment les rôles de Nimus dans Ouragan et de Monsieur Bedondaine dans La Ribouldingue,. 
Outre ses pièces, il a écrit pour la télévision les séries Marie Quat'Poches et La Ribouldingue, a collaboré à Cœur aux poings, à Marcus et à Nic et Pic.
Il a signé des traductions et des transpositions de textes classiques et contemporains. En 1978, la traduction anglaise de sa pièce Le Temps d'une vie (In a Lifetime) permettait à l'auteur de remporter le prestigieux Prix Chalmers de la meilleure pièce canadienne. 
Il a été, de 1989 à 1994, le directeur artistique du Théâtre du Trident et poursuit depuis sa carrière d'acteur. En 2015, il joue dans une mise en scène de Christian Lapointe dans la pièce Dans la République du bonheur du dramaturge britannique Martin Crimp.
En 2019, Lepage fait un don de 5M $ au Musée de l'Amérique francophone.

## Théâtre
- 1973 : Le Temps d'une vie
- 1974 : La Complainte des hivers rouges

## Filmographie

### comme acteur
- 1967 : Marie Quat'Poches (série télévisée) : Florian Latulippe
- 1968 : La Ribouldingue (série télévisée) : Monsieur Bedondaine
- 1987 : Le Frère André : Père Clément
- 1998 : Bouscotte (série télévisée) : Mgr Parent
- 2000 : Un petit vent de panique : M. Fillion

### comme scénariste
- 1967 : Marie Quat'Poches (série télévisée)
- 1968 : La Ribouldingue (série télévisée): 42 épisodes

## Hommage à Roland Lepage au Théâtre de la Bordée
Pour célébrer le quatre-vingtième anniversaire de naissance du comédien et auteur Roland Lepage, le Théâtre de la Bordée présentait trois soirées consacrées à son œuvre :
Le mardi 25 novembre 2008: Le Temps d'une vie (1973).  Mise en lecture de Paule Savard.  Comédiens : Martin Boily, Marie-Soleil Dion, Jean-René Moisan, Jean-Sébastien Ouellette, Maxime Perron;
Le jeudi 27 novembre 2008 : La Complainte des hivers rouges (1974).  Mise en lecture de Sylvie Cantin.  Comédiens : Fabien Cloutier, Brigitte Fournier, Gabriel Fournier, Steve Gagnon, Éliot Laprise, Danielle Nolet, Patrick Ouellet, Sophie Thibeault, Marjorie Vaillancourt;
Le samedi 29 novembre 2008 : La Ribouldingue (4 épisodes) (1968-1971).  Les épisodes présentés étaient L'École de la Ribouldingue; De goutte en goutte; Le marquis de Bedondaine; et  Les maléfices du chocolat minéral.  Mise en lecture de Jacques Leblanc.   Distribution:  Paillasson : Pierre-Yves Charbonneau; M. Bedondaine : Roland Lepage; Dame Plume : Lorraine Côté; Giroflée / Prunelle : Sylvie Cantin; Friponneau : Denis Lamontagne.

## Récompenses et nominations

### Récompenses
- 2009 : Prix Denise-Pelletier
- 2018 : Compagnon de l'Ordre des arts et des lettres du Québec
- 2019 : Coup de coeur au Gala Personnalité de l’année de La Presse et Radio-Canada
- 2019 : Prix Arts et Affaires de la Chambre de commerce et d’industrie de Québec – Mécène[5],[4]